# Ryan de Vries
Ryan de Vries (nascut el 14 de setembre de 1991) és un futbolista neozelandès d'origen sud-africà que actualment juga pel Waitakere United del Campionat de Futbol de Nova Zelanda com a centrecampista.

## Trajectòria esportiva
De Vries inicià la seva carrera futbolística amb el Waitakere United el juliol de 2009, quan fou ofert un contracte pel club. Va debutar pel club el 24 d'octubre en un partit contra l'AS Magenta de la Polinèsia Francesa en la Lliga de Campions de l'OFC; el partit va acabar en un empat 1 a 1. Des del seu debut ha jugat en quasi cinquanta partits marcant prop de vint gols pel club.
El maig de 2011 de Vries va ser cedit al Bentleigh Greens de la Victorian Premier League de Victòria a Austràlia. Allí hi va jugar fins al juliol d'aquell mateix any.

## Palmarès
- Campionat de Futbol de Nova Zelanda (3): 2009-10, 2010-11, 2011-12.